# Jake Packard
Jake Packard (Penrith, 20 de junio de 1994) es un deportista australiano que compite en natación, siendo especialista en el estilo braza.
Participó en los Juegos Olímpicos de Río de Janeiro 2016, obteniendo una medalla de bronce en la prueba de 4 × 100 m estilos.
Ganó una medalla de plata en el Campeonato Mundial de Natación de 2015 y cuatro medallas en el Campeonato Pan-Pacífico de Natación, en los años 2014 y 2018.

## Palmarés internacional
| Juegos Olímpicos        | Juegos Olímpicos        | Juegos Olímpicos  | Juegos Olímpicos        |
| Año                     | Lugar                   | Medalla           | Prueba                  |
| ----------------------- | ----------------------- | ----------------- | ----------------------- |
| 2016                    | Río de Janeiro (Brasil) | Medalla de bronce | 4 × 100 m estilos       |
| Campeonato Mundial      |                         |                   |                         |
| Año                     | Lugar                   | Medalla           | Prueba                  |
| 2015                    | Kazán (Rusia)           | Medalla de plata  | 4 × 100 m estilos       |
| Campeonato Pan-Pacífico |                         |                   |                         |
| Año                     | Lugar                   | Medalla           | Prueba                  |
| 2014                    | Gold Coast (Australia)  | Medalla de bronce | 4 × 100 m estilos       |
| 2018                    | Tokio (Japón)           | Medalla de oro    | 4 × 100 m estilos mixto |
| 2018                    | Tokio (Japón)           | Medalla de plata  | 100 m braza             |
| 2018                    | Tokio (Japón)           | Medalla de bronce | 4 × 100 m estilos       |